# 開演まで30秒!THEパニックGP
『開演まで30秒!THEパニックGP』（かいえんまでさんじゅうびょう!ザパニックグランプリ）は、日本テレビ系列で2022年から放送されているお笑いバラエティ番組。2024年4月2日からプラチナイト枠でレギュラー放送されている。

## 概要
人気芸人が赤チームと青チームに分かれ、30秒以内にMC大悟によって選ばれたネタ披露人数とお題に沿ったネタを考え、披露する。これを繰り返し行い、審査員の得票数が多いチームの勝利。また、勝利チームの中からMVPに選ばれた芸人には賞金30万円が贈呈される。現在は芸人が1チームで協力し、最後にレギュラー審査員の川島が1番面白かったネタを決める。
上記が基本スタイルだが、特別企画として通常とは異なる企画を実施する場合もある。
衣装はチームカラーのジャージ。芸人と一緒にネタを披露するゲストも衣装の上からジャージを着用する。
レギュラー版では、1対戦を2週に分けて放送または3チームによる三つ巴戦（1回の放送で1対戦、これを3週に渡って放送）の2パターンで行われる。

## 出演者

### MC
- 大悟（千鳥）

### レギュラー審査員
- 川島明（麒麟）

### 進行
- 黒田みゆ（日本テレビアナウンサー）

## 放送リスト

### パイロット版
| 放送日   | プレイヤー | 審査員ゲスト                                | 備考                                                      |
| -------- | --- | ------------------------------------------- | --------------------------------------------------------- |
| 1月30日  | 【赤チーム】 ジャングルポケット ロッチ 【青チーム】 稲田直樹（アインシュタイン） 長谷川忍（シソンヌ） パンサー                                                                      | 磯山さやか 川島明（麒麟） 渋谷凪咲（NMB48） | 番組タイトルは『開演まで30秒!お笑いタッグマッチ』である。 |
| 4月17日  | 【赤チーム】 シソンヌ 尾形貴弘（パンサー） 福田麻貴・かなで（3時のヒロイン） 【青チーム】 コカドケンタロウ（ロッチ） 見取り図 和田まんじゅう（ネルソンズ） 秋山寛貴（ハナコ）       | IKKO 川島明（麒麟） 桜井日奈子              | 番組タイトルは『開演まで30秒!お笑いタッグマッチ』である。 |
| 12月28日 | 【赤チーム】 チョコレートプラネット 都築拓紀（四千頭身） 平子祐希（アルコ&ピース） 和田まんじゅう（ネルソンズ） 【青チーム】 かもめんたる 空気階段 原田泰雅（ビスケットブラザーズ） | 川島明（麒麟） 島崎和歌子 滝沢カレン        | 番組タイトルは『開演まで30秒!THEパニックコント』である。  |

| 放送日  | プレイヤー | 審査員ゲスト                     | 備考                                                 |
| ------- | --- | -------------------------------- | ---------------------------------------------------- |
| 1月14日 | 【赤チーム】 狩野英孝 太田博久（ジャングルポケット） 鈴木もぐら（空気階段） 秋山寛貴（ハナコ） 平井まさあき（男性ブランコ） 【青チーム】 とにかく明るい安村 賀屋壮也（かが屋） 酒井貴士（ザ・マミィ） ロングコートダディ | 川島明（麒麟） 生見愛瑠 渡辺翔太 | 番組タイトルは『開演まで30秒!THEパニックGP』である。 |

### レギュラー版

#### 2024年
| 回数 | 放送日   | プレイヤー | 審査員ゲスト                                                        | 備考                                                                                                  |
| ---- | -------- | --- | ------------------------------------------------------------------- | --- |
| 1    | 4月1日   | 【赤チーム】 太田博久・斉藤慎二（ジャングルポケット） 信子（ぱーてぃーちゃん） ロングコートダディ 【青チーム】 蛙亭 酒井貴士（ザ・マミィ） 森田哲矢（さらば青春の光） 和田まんじゅう（ネルソンズ）                                                                                | 川島明（麒麟） 谷まりあ 永瀬廉（King & Prince）                     | この放送日から番組タイトルを『開演まで30秒!THEパニックGP』でのレギュラー放送である                    |
| 2    | 4月8日   | 【赤チーム】 太田博久・斉藤慎二（ジャングルポケット） 信子（ぱーてぃーちゃん） ロングコートダディ 【青チーム】 蛙亭 酒井貴士（ザ・マミィ） 森田哲矢（さらば青春の光） 和田まんじゅう（ネルソンズ）                                                                                | 川島明（麒麟） 谷まりあ 永瀬廉（King & Prince）                     | |
| 3    | 4月15日  | 【赤チーム】 関町知弘（ライス） トム・ブラウン パーパー 森田哲矢（さらば青春の光） 【青チーム】 おいでやす小田 太田博久（ジャングルポケット） もう中学生 ヨネダ2000 | 川島明（麒麟） 王林 松田迅（INI）                                   | |
| 4    | 4月22日  | 【赤チーム】 関町知弘（ライス） トム・ブラウン パーパー 森田哲矢（さらば青春の光） 【青チーム】 おいでやす小田 太田博久（ジャングルポケット） もう中学生 ヨネダ2000 | 川島明（麒麟） 王林 松田迅（INI）                                   | お題ゲストとしてジョニー志村である。                                                                  |
| 5    | 4月29日  | 【赤チーム】 井口浩之（ウエストランド） ガク（真空ジェシカ） 薄幸（納言） モグライダー 【青チーム】 植田紫帆（オダウエダ） サルゴリラ トレンディエンジェル | 川島明（麒麟） えなこ 河野純喜・佐藤景瑚（JO1）                     | |
| 6    | 5月6日   | 【赤チーム】 井口浩之（ウエストランド） ガク（真空ジェシカ） 薄幸（納言） モグライダー 【青チーム】 植田紫帆（オダウエダ） サルゴリラ トレンディエンジェル | 川島明（麒麟） えなこ 河野純喜・佐藤景瑚（JO1）                     | |
| 7    | 5月13日  | 【赤チーム】 コットン 日本一おもしろい大崎（ちゃんぴおんず） 平子祐希（アルコ&ピース） 誠（ヨネダ2000） 【青チーム】 植田紫帆（オダウエダ） 賀屋壮也（かが屋） 水田信二 みちお（トム・ブラウン） レインボー                                                                       | 川島明（麒麟） 安斉星来 堀未央奈                                    | |
| 8    | 5月20日  | 【赤チーム】 コットン 日本一おもしろい大崎（ちゃんぴおんず） 平子祐希（アルコ&ピース） 誠（ヨネダ2000） 【緑チーム】 太田博久（ジャングルポケット） 斎藤司（トレンディエンジェル） 松陰寺太勇（ぺこぱ） すゑひろがりず                                                            | 川島明（麒麟） 安斉星来 大橋和也（なにわ男子）                      | |
| 9    | 5月27日  | 【青チーム】 植田紫帆（オダウエダ） 賀屋壮也（かが屋） 水田信二 みちお（トム・ブラウン） レインボー 【緑チーム】 太田博久（ジャングルポケット） 斎藤司（トレンディエンジェル） 松陰寺太勇（ぺこぱ） すゑひろがりず                                                                | 川島明（麒麟） 磯山さやか 大橋和也（なにわ男子） 堀未央奈           | |
| 10   | 6月3日   | 【赤チーム】 男性ブランコ 都築拓紀（四千頭身） とにかく明るい安村 藤本敏史（FUJIWARA） 【青チーム】 空気階段 クロちゃん（安田大サーカス） ライス | 川島明（麒麟） 藤原丈一郎（なにわ男子） ゆうちゃみ                  | |
| 11   | 6月10日  | 【赤チーム】 男性ブランコ 都築拓紀（四千頭身） とにかく明るい安村 藤本敏史（FUJIWARA） 【青チーム】 空気階段 クロちゃん（安田大サーカス） ライス | 川島明（麒麟） 藤原丈一郎（なにわ男子） ゆうちゃみ                  | |
| 12   | 6月17日  | 【赤チーム】 コットン 芝大輔（モグライダー） タイムマシーン3号 【青チーム】 インポッシブル KAZMA（しずる） 村上健志（フルーツポンチ） 和田まんじゅう（ネルソンズ） | 川島明（麒麟） 小倉優子 渋谷凪咲 田村真佑（乃木坂46）               | |
| 13   | 6月24日  | 【赤チーム】 コットン 芝大輔（モグライダー） タイムマシーン3号 【青チーム】 インポッシブル KAZMA（しずる） 村上健志（フルーツポンチ） 和田まんじゅう（ネルソンズ） | 川島明（麒麟） 小倉優子 渋谷凪咲 田村真佑（乃木坂46）               | |
| 14   | 7月8日   | 【赤チーム】 コカドケンタロウ（ロッチ） 斉藤慎二（ジャングルポケット） 日本一おもしろい大崎（ちゃんぴおんず） みなみかわ もう中学生 【緑チーム】 愛（ヨネダ2000） コットン さや香                                                                                                 | 川島明（麒麟） 井桁弘恵 佐野雄大（INI）                             | |
| 15   | 7月15日  | 【赤チーム】 コカドケンタロウ（ロッチ） 斉藤慎二（ジャングルポケット） 日本一おもしろい大崎（ちゃんぴおんず） みなみかわ もう中学生 【緑チーム】 愛（ヨネダ2000） コットン さや香                                                                                                 | 川島明（麒麟） 井桁弘恵 佐野雄大（INI）                             | |
| 16   | 7月22日  | 【赤チー厶】 とにかく明るい安村 マユリカ ロングコートダディ 【青チー厶】 太田博久（ジャングルポケット） サルゴリラ ななまがり | 川島明（麒麟） 近藤千尋 宮舘涼太（Snow Man）                        | |
| 17   | 7月29日  | 【赤チー厶】 とにかく明るい安村 マユリカ ロングコートダディ 【青チー厶】 太田博久（ジャングルポケット） サルゴリラ ななまがり | 川島明（麒麟） 近藤千尋 宮舘涼太（Snow Man）                        | |
| 18   | 8月5日   | |                                                                     | 大悟 川島が全278本からNO.1コントを決定                                                                |
| 19   | 8月12日  | 【青チーム】 アルコ&ピース タイムマシーン3号 宮下兼史鷹（宮下草薙） 【ピンクチーム】 荒川（エルフ） あんり（ぼる塾） 福田麻貴・かなで（3時のヒロイン） 渡辺江里子（阿佐ヶ谷姉妹）                                                                                                 | 川島明（麒麟） 藤田ニコル 宮近海斗（Travis Japan）                  | |
| 20   | 8月19日  | 【青チーム】 アルコ&ピース タイムマシーン3号 宮下兼史鷹（宮下草薙） 【ピンクチーム】 荒川（エルフ） あんり（ぼる塾） 福田麻貴・かなで（3時のヒロイン） 渡辺江里子（阿佐ヶ谷姉妹）                                                                                                 | 川島明（麒麟） 藤田ニコル 宮近海斗（Travis Japan）                  | |
| 21   | 8月26日  | 【赤チー厶】 さらば青春の光 ニシダ（ラランド） 西村瑞樹（バイきんぐ） ヒコロヒー 【青チー厶】 池田直人（レインボー） とにかく明るい安村 信子（ぱーてぃーちゃん） ロングコートダディ                                                                                               | 川島明（麒麟） 朝日奈央 ジェシー（SixTONES）                        | |
| 22   | 9月9日   | 【赤チー厶】 さらば青春の光 ニシダ（ラランド） 西村瑞樹（バイきんぐ） ヒコロヒー 【青チー厶】 池田直人（レインボー） とにかく明るい安村 信子（ぱーてぃーちゃん） ロングコートダディ                                                                                               | 川島明（麒麟） 朝日奈央 ジェシー（SixTONES）                        | |
| 23   | 9月16日  | 【赤チー厶】 狩野英孝 酒井貴士（ザ・マミィ） すがちゃん最高No.1（ぱーてぃーちゃん） 高野正成（きしたかの） 吉村崇（平成ノブシコブシ） 【青チー厶】 加賀翔（かが屋） ガク（真空ジェシカ） 国崎和也（ランジャタイ） 日本一おもしろい大崎（ちゃんぴおんず） みちお（トム・ブラウン） | 川島明（麒麟） 滝沢カレン なえなの                                  | |
| 24   | 9月23日  | 【赤チー厶】 狩野英孝 酒井貴士（ザ・マミィ） すがちゃん最高No.1（ぱーてぃーちゃん） 高野正成（きしたかの） 吉村崇（平成ノブシコブシ） 【青チー厶】 加賀翔（かが屋） ガク（真空ジェシカ） 国崎和也（ランジャタイ） 日本一おもしろい大崎（ちゃんぴおんず） みちお（トム・ブラウン） | 川島明（麒麟） 滝沢カレン なえなの                                  | |
| 25   | 9月30日  | 足腰げんき教室 今井らいぱち えびしゃ 9番街レトロ シモリュウ そいつどいつ パンプキンポテトフライ ヤジマリー。（スカチャン） | 川島明（麒麟） 朝日奈央 谷口太一・平本健（DXTEEN）                  | ネクストブレイク芸人SP。プレイヤー芸人リポーターはとにかく明るい安村。まだ9月23日にも放送されている。 |
| 26   | 10月7日  | 【赤チー厶】 青山フォール勝ち（ネルソンズ） あんり（ぼる塾） タイムマシーン3号 藤本敏史（FUJIWARA） 【青チー厶】 蛙亭 さや香 水川かたまり（空気階段） | 川島明（麒麟） 桐山照史（WEST.） Matt                               | |
| 27   | 10月14日 | 【赤チー厶】 青山フォール勝ち（ネルソンズ） あんり（ぼる塾） タイムマシーン3号 藤本敏史（FUJIWARA） 【青チー厶】 蛙亭 さや香 水川かたまり（空気階段） | 川島明（麒麟） 桐山照史（WEST.） Matt                               | |
| 28   | 10月21日 | 【赤チー厶】 や団 ラブレターズ 【緑チー厶】 cacao コットン 【青チー厶】 シティホテル3号室 ダンビラムーチョ ファイヤーサンダー | 川島明（麒麟） 井口綾子 髙橋海人（King & Prince） 仁村紗和          | キングオブコントファイナリスト大集合SP。時間は23:59〜24:54                                            |
| 29   | 11月4日  | 【赤チー厶】 おいでやす小田 狩野英孝 誠（ヨネダ2000） ロングコートダディ 【青チー厶】 太田博久（ジャングルポケット） ジェラードン ヤーレンズ | 川島明（麒麟） 浮所飛貴（美 少年） 田中美久                         | |
| 30   | 11月11日 | 【赤チー厶】 おいでやす小田 狩野英孝 誠（ヨネダ2000） ロングコートダディ 【青チー厶】 太田博久（ジャングルポケット） ジェラードン ヤーレンズ | 川島明（麒麟） 浮所飛貴（美 少年） 田中美久                         | |
| 31   | 11月18日 | 【赤チー厶】 小宮浩信（三四郎） 日本一おもしろい大崎（ちゃんぴおんず） 信子（ぱーてぃーちゃん） 平子祐希（アルコ&ピース） 森下直人（ななまがり） 【青チー厶】 伊藤俊介（オズワルド） ナダル（コロコロチキチキペッパーズ） 新山（さや香） マユリカ                                 | 川島明（麒麟） KEIKO・RINON（ME:I） 野呂佳代                        | |
| 32   | 11月25日 | 【赤チー厶】 小宮浩信（三四郎） 日本一おもしろい大崎（ちゃんぴおんず） 信子（ぱーてぃーちゃん） 平子祐希（アルコ&ピース） 森下直人（ななまがり） 【青チー厶】 伊藤俊介（オズワルド） ナダル（コロコロチキチキペッパーズ） 新山（さや香） マユリカ                                 | 川島明（麒麟） KEIKO・RINON（ME:I） 野呂佳代                        | |
| 33   | 12月2日  | 【紅チーム】 池田直人（レインボー） 3時のヒロイン Mr.シャチホコ 【白チーム】 太田博久（ジャングルポケット） コットン 関太（タイムマシーン3号） とにかく明るい安村 藤本敏史（FUJIWARA）                                                                                            | 川島明（麒麟） トラウデン直美                                       | 新企画「ぶっこみカラオケ紅白歌合戦」                                                                  |
| 34   | 12月9日  | 【赤チーム】 太田博久（ジャングルポケット） 岡野陽一 さらば青春の光 ナダル（コロコロチキチキペッパーズ） 【青チーム】 池田直人（レインボー） 福田麻貴・かなで（3時のヒロイン） タイムマシーン3号                                                                                  | 川島明（麒麟） 池田美優 末澤誠也（Aぇ! group） 菅原咲月（乃木坂46） | |
| 35   | 12月16日 | 【赤チーム】 太田博久（ジャングルポケット） 岡野陽一 さらば青春の光 ナダル（コロコロチキチキペッパーズ） 【青チーム】 池田直人（レインボー） 福田麻貴・かなで（3時のヒロイン） タイムマシーン3号                                                                                  | 川島明（麒麟） 池田美優 末澤誠也（Aぇ! group） 菅原咲月（乃木坂46） | |

#### 2025年
| 回数 | 放送日  | プレイヤー | 審査員・ゲスト                                                   | 備考                                                             |
| ---- | ------- | --- | ---------------------------------------------------------------- | ---------------------------------------------------------------- |
| 36   | 1月6日  | 【赤チーム】 コカドケンタロウ（ロッチ） ゴルゴ松本（TIM） 日本一おもしろい大崎（ちゃんぴおんず） 信子（ぱーてぃーちゃん） 堀内健（ネプチューン） 【青チーム】 コットン タイムマシーン3号 ロングコートダディ 【緑チーム】 くっきー!（野性爆弾） 河本準一（次長課長） チュートリアル | 川島明（麒麟） 岡田紗佳 深川麻衣 松村北斗（SixTONES）            | 新春豪華1時間SP。23:59〜0:54                                     |
| 37   | 1月13日 | 【赤チーム】 コカドケンタロウ（ロッチ） ゴルゴ松本（TIM） 日本一おもしろい大崎（ちゃんぴおんず） 信子（ぱーてぃーちゃん） 堀内健（ネプチューン） 【青チーム】 コットン タイムマシーン3号 ロングコートダディ 【緑チーム】 くっきー!（野性爆弾） 河本準一（次長課長） チュートリアル | 川島明（麒麟） 岡田紗佳 深川麻衣 松村北斗（SixTONES）            |                                                                  |
| 38   | 1月20日 | 【赤チーム】 狩野英孝 芝大輔（モグライダー） 紅しょうが 和田まんじゅう（ネルソンズ） 【青チーム】 市川刺身（そいつどいつ） イワクラ（蛙亭） かみちぃ（ジェラードン） 空気階段 | 川島明（麒麟） 阿部なつき 小嶋花梨・山本望叶（NMB48） 矢本悠馬   |                                                                  |
| 39   | 1月27日 | 【赤チーム】 狩野英孝 芝大輔（モグライダー） 紅しょうが 和田まんじゅう（ネルソンズ） 【青チーム】 市川刺身（そいつどいつ） イワクラ（蛙亭） かみちぃ（ジェラードン） 空気階段 | 川島明（麒麟） 阿部なつき 小嶋花梨・山本望叶（NMB48） 矢本悠馬   | 新企画「パニックスローガン」                                     |
| 40   | 2月3日  | 【赤チーム】 おいでやす小田 椿鬼奴 真栄田賢（スリムクラブ） レインボー 【青チーム】 たける（東京ホテイソン） 信子（ぱーてぃーちゃん） ラバーガール ラブレターズ | 川島明（麒麟） 中村海人（Travis Japan） 堀未央奈                 |                                                                  |
| 41   | 2月10日 | 【赤チーム】 おいでやす小田 椿鬼奴 真栄田賢（スリムクラブ） レインボー 【青チーム】 たける（東京ホテイソン） 信子（ぱーてぃーちゃん） ラバーガール ラブレターズ | 川島明（麒麟） 中村海人（Travis Japan） 堀未央奈                 |                                                                  |
| 42   | 2月17日 | 【赤チーム】 安藤なつ（メイプル超合金） タイムマシーン3号 ママタルト 【青チーム】 サルゴリラ 谷拓哉（パンプキンポテトフライ） ナダル（コロコロチキチキペッパーズ） みなみかわ | 川島明（麒麟） 櫻井海音 谷まりあ                                 |                                                                  |
| 43   | 2月24日 | 【赤チーム】 安藤なつ（メイプル超合金） タイムマシーン3号 ママタルト 【青チーム】 サルゴリラ 谷拓哉（パンプキンポテトフライ） ナダル（コロコロチキチキペッパーズ） みなみかわ | 川島明（麒麟） 櫻井海音 谷まりあ                                 | パニックコント                                                   |
| 43   | 2月24日 | 【紅チーム】 池田直人（レインボー） 3時のヒロイン Mr.シャチホコ 【白チーム】 太田博久（ジャングルポケット） コットン 関太（タイムマシーン3号） とにかく明るい安村 藤本敏史（FUJIWARA）                                                                                             | 川島明（麒麟） トラウデン直美                                    | ぶっこみ紅白歌合戦                                               |
| 44   | 3月3日  | きょん（コットン） 堂前透（ロングコートダディ） 和田まんじゅう（ネルソンズ） イワクラ（蛙亭） 熊元プロレス（紅しょうが） 福田麻貴（3時のヒロイン） | 川島明（麒麟） 井桁弘恵 髙地優吾（Six TONES）                    | 恋に落ちるまで30秒パニックカップル                               |
| 45   | 3月17日 | きょん（コットン） 堂前透（ロングコートダディ） 和田まんじゅう（ネルソンズ） イワクラ（蛙亭） 熊元プロレス（紅しょうが） 福田麻貴（3時のヒロイン） | 川島明（麒麟） 井桁弘恵 髙地優吾（Six TONES）                    | 恋に落ちるまで30秒パニックカップル                               |
| 46   | 3月24日 | きょん（コットン） 堂前透（ロングコートダディ） 和田まんじゅう（ネルソンズ） イワクラ（蛙亭） 熊元プロレス（紅しょうが） 福田麻貴（3時のヒロイン） | 川島明（麒麟） 井桁弘恵 髙地優吾（Six TONES）                    | 恋に落ちるまで30秒パニックカップル                               |
| 47   | 4月7日  | 【赤チー厶】 兼光タカシ 国崎和也（ランジャタイ） ジャングルポケット 藤本敏史（FUJIWARA） 【青チー厶】 井上裕介（NON STYLE） かなで・ゆめっち（3時のヒロイン） とにかく明るい安村 西村真二（コットン） 吉村崇（平成ノブシコブシ）                                                   | 川島明（麒麟） 金村美玖（日向坂46） ベッキー                     |                                                                  |
| 48   | 4月14日 | 【赤チー厶】 兼光タカシ 国崎和也（ランジャタイ） ジャングルポケット 藤本敏史（FUJIWARA） 【青チー厶】 井上裕介（NON STYLE） かなで・ゆめっち（3時のヒロイン） とにかく明るい安村 西村真二（コットン） 吉村崇（平成ノブシコブシ）                                                   | 川島明（麒麟） 金村美玖（日向坂46） ベッキー                     |                                                                  |
| 49   | 4月21日 | 【赤チー厶】 ガクテンソク タイムマシーン3号 真栄田賢（スリムクラブ） 【青チー厶】 友田オレ 西村真二（コットン） 日本一おもしろい大崎（ちゃんぴおんず） 信子（ぱーてぃーちゃん） 蓮見翔（ダウ90000）                                                                                | 川島明（麒麟） 上田竜也 吉川ひより（超ときめき♡宣伝部） 渡邊圭祐 |                                                                  |
| 50   | 4月28日 | 【赤チー厶】 ガクテンソク タイムマシーン3号 真栄田賢（スリムクラブ） 【青チー厶】 友田オレ 西村真二（コットン） 日本一おもしろい大崎（ちゃんぴおんず） 信子（ぱーてぃーちゃん） 蓮見翔（ダウ90000）                                                                                | 川島明（麒麟） 上田竜也 吉川ひより（超ときめき♡宣伝部） 渡邊圭祐 |                                                                  |
| 51   | 5月5日  | コットン さや香 トム・ブラウン 藤本敏史（FUJIWARA） | 川島明（麒麟）                                                   | 新企画「お笑い強化合宿!」                                        |
| 52   | 5月12日 | コットン さや香 トム・ブラウン 藤本敏史（FUJIWARA） | 川島明（麒麟）                                                   | 新企画「お笑い強化合宿!」                                        |
| 53   | 5月19日 | 秋山寛貴（ハナコ） ウエストランド 兎（ロングコートダディ） たける（東京ホテイソン） 中野周平（蛙亭） | 川島明（麒麟） 塩見きら 豆原一成（JO1）                          |                                                                  |
| 54   | 6月2日  | コットン チャンス大城 ロングコートダディ | 川島明（麒麟） 恒松祐里 豆原一成（JO1）                          | チャンス大城をパニックGP最強軍団が面白くしちゃうぞSP             |
| 55   | 6月9日  | 新山（さや香） マユリカ 信子（ぱーてぃーちゃん） 紅しょうが | 川島明（麒麟） 猪狩蒼弥（KEY TO LIT） 森香澄                     | 甘酸っぱさ恋愛コントSP!                                          |
| 56   | 6月16日 | 新山（さや香） マユリカ 信子（ぱーてぃーちゃん） 紅しょうが | 川島明（麒麟） 猪狩蒼弥（KEY TO LIT） 森香澄                     | 甘酸っぱさ恋愛コントSP!                                          |
| 57   | 6月23日 | エバース ニッポンの社長 バッテリィズ | 川島明（麒麟） 未澤誠也（Aぇ!group） 平岡海月（日向坂46）        |                                                                  |
| 58   | 6月30日 | コットン ちゃんぴおんず 信子（ぱーてぃーちゃん） 藤本敏史（FUJIWARA） | 川島明（麒麟） 南沙良 馬場ふみか                                 | ちゃんぴおんず・大ちゃんをパニックGP常連軍団が面白くしちゃうぞSP |
| 59   | 7月7日  | 囲碁将棋 おいでやす小田 ジョックロック 吉村崇（平成ノブコブシ） | 川島明（麒麟） 加納嘉将（BALLISTIK BOYZ） 南沙良 馬場ふみか      |                                                                  |
| 60   | 7月14日 | コットン 3時のヒロイン バッテリィズ | 川島明（麒麟） 未澤誠也（Aぇ!group） 平岡海月（日向坂46）        |                                                                  |
| 61   | 7月21日 | おばたのお兄さん 兼光タカシ キンタロー。 椿鬼奴 ラパルフェ | 川島明（麒麟） 仲川瑠夏（FRUITS ZIPPER） 向井康二（Snow Man）    | モノマネ芸達者軍団SP                                             |
| 62   | 7月28日 | 太田博久（ジャングルポケット） 信子（ぱーてぃーちゃん） FUJIWARA 村上健志（フルーツポンチ） もう中学生 | 川島明（麒麟） 仲川瑠夏（FRUITS ZIPPER） 向井康二（Snow Man）    | FUJIWARA結成35周年おめでとうSP                                   |
| 63   | 8月4日  | さや香 タイムマシーン3号 みなみかわ 和田まんじゅう（ネルソンズ） | 川島明（麒麟）（コーチ）                                         | 真夏のお笑い強化合宿、大悟は監督・黒田はマネージャー             |
| 64   | 8月11日 | 【白チーム】 さや香 タイムマシーン3号 みなみかわ 和田まんじゅう（ネルソンズ） 【赤チーム】 おいでやす小田 太田博久（ジャングルポケット） ガク（真空ジェシカ） 兼光タカシ ちゃんぴおんず                                                                                            | 川島明（麒麟）（コーチ）                                         | 大悟は監督・黒田はマネージャー                                   |
| 65   | 8月18日 | 【白チーム】 さや香 タイムマシーン3号 みなみかわ 和田まんじゅう（ネルソンズ） 【赤チーム】 おいでやす小田 太田博久（ジャングルポケット） ガク（真空ジェシカ） 兼光タカシ ちゃんぴおんず                                                                                            | 川島明（麒麟）（コーチ）                                         | 大悟は監督・黒田はマネージャー                                   |

## ネット局

### THEパニックコント
| 放送対象地域   | 放送局                | 系列                          | 放送日時                      | ネット状況 |
| -------------- | --------------------- | ----------------------------- | ----------------------------- | ---------- |
| 関東広域圏     | 日本テレビ（NTV）     | 日本テレビ系列                | 2022年12月28日 23:59 - 翌0:54 | 制作局     |
| 山梨県         | 山梨放送（YBS）       | 日本テレビ系列                | 2022年12月28日 23:59 - 翌0:54 | 同時ネット |
| 新潟県         | テレビ新潟（TeNY）    | 日本テレビ系列                | 2022年12月28日 23:59 - 翌0:54 | 同時ネット |
| 静岡県         | 静岡第一テレビ（SDT） | 日本テレビ系列                | 2022年12月28日 23:59 - 翌0:54 | 同時ネット |
| 富山県         | 北日本放送（KNB）     | 日本テレビ系列                | 2022年12月28日 23:59 - 翌0:54 | 同時ネット |
| 近畿広域圏     | 読売テレビ（ytv）     | 日本テレビ系列                | 2022年12月28日 23:59 - 翌0:54 | 同時ネット |
| 鳥取県・島根県 | 日本海テレビ（NKT）   | 日本テレビ系列                | 2022年12月28日 23:59 - 翌0:54 | 同時ネット |
| 山口県         | 山口放送（KRY）       | 日本テレビ系列                | 2022年12月28日 23:59 - 翌0:54 | 同時ネット |
| 徳島県         | 四国放送（JRT）       | 日本テレビ系列                | 2022年12月28日 23:59 - 翌0:54 | 同時ネット |
| 福岡県         | 福岡放送（FBS）       | 日本テレビ系列                | 2022年12月28日 23:59 - 翌0:54 | 同時ネット |
| 大分県         | テレビ大分（TOS）     | 日本テレビ系列 フジテレビ系列 | 2022年12月28日 23:59 - 翌0:54 | 同時ネット |

### レギュラー版
| 放送対象地域   | 放送局                    | 系列                                         | 放送日時                    | ネット状況 |
| -------------- | ------------------------- | -------------------------------------------- | --------------------------- | ---------- |
| 関東広域圏     | 日本テレビ（NTV）         | 日本テレビ系列                               | 火曜（月曜深夜）0:29 - 0:54 | 制作局     |
| 北海道         | 札幌テレビ（STV）         | 日本テレビ系列                               | 火曜（月曜深夜）0:29 - 0:54 | 同時ネット |
| 青森県         | 青森放送（RAB）           | 日本テレビ系列                               | 火曜（月曜深夜）0:29 - 0:54 | 同時ネット |
| 岩手県         | テレビ岩手（TVI）         | 日本テレビ系列                               | 火曜（月曜深夜）0:29 - 0:54 | 同時ネット |
| 宮城県         | ミヤギテレビ（MMT）       | 日本テレビ系列                               | 火曜（月曜深夜）0:29 - 0:54 | 同時ネット |
| 秋田県         | 秋田放送（ABS）           | 日本テレビ系列                               | 火曜（月曜深夜）0:29 - 0:54 | 同時ネット |
| 山形県         | 山形放送（YBC）           | 日本テレビ系列                               | 火曜（月曜深夜）0:29 - 0:54 | 同時ネット |
| 福島県         | 福島中央テレビ（FCT）     | 日本テレビ系列                               | 火曜（月曜深夜）0:29 - 0:54 | 同時ネット |
| 山梨県         | 山梨放送（YBS）           | 日本テレビ系列                               | 火曜（月曜深夜）0:29 - 0:54 | 同時ネット |
| 新潟県         | テレビ新潟（TeNY）        | 日本テレビ系列                               | 火曜（月曜深夜）0:29 - 0:54 | 同時ネット |
| 長野県         | テレビ信州（TSB）         | 日本テレビ系列                               | 火曜（月曜深夜）0:29 - 0:54 | 同時ネット |
| 静岡県         | 静岡第一テレビ（SDT）     | 日本テレビ系列                               | 火曜（月曜深夜）0:29 - 0:54 | 同時ネット |
| 富山県         | 北日本放送（KNB）         | 日本テレビ系列                               | 火曜（月曜深夜）0:29 - 0:54 | 同時ネット |
| 石川県         | テレビ金沢（KTK）         | 日本テレビ系列                               | 火曜（月曜深夜）0:29 - 0:54 | 同時ネット |
| 福井県         | 福井放送（FBC）           | 日本テレビ系列                               | 火曜（月曜深夜）0:29 - 0:54 | 同時ネット |
| 中京広域圏     | 中京テレビ（CTV）         | 日本テレビ系列                               | 火曜（月曜深夜）0:29 - 0:54 | 同時ネット |
| 近畿広域圏     | 読売テレビ（ytv）         | 日本テレビ系列                               | 火曜（月曜深夜）0:29 - 0:54 | 同時ネット |
| 鳥取県・島根県 | 日本海テレビ（NKT）       | 日本テレビ系列                               | 火曜（月曜深夜）0:29 - 0:54 | 同時ネット |
| 広島県         | 広島テレビ（HTV）         | 日本テレビ系列                               | 火曜（月曜深夜）0:29 - 0:54 | 同時ネット |
| 山口県         | 山口放送（KRY）           | 日本テレビ系列                               | 火曜（月曜深夜）0:29 - 0:54 | 同時ネット |
| 徳島県         | 四国放送（JRT）           | 日本テレビ系列                               | 火曜（月曜深夜）0:29 - 0:54 | 同時ネット |
| 香川県・岡山県 | 西日本放送（RNC）         | 日本テレビ系列                               | 火曜（月曜深夜）0:29 - 0:54 | 同時ネット |
| 愛媛県         | 南海放送（RNB）           | 日本テレビ系列                               | 火曜（月曜深夜）0:29 - 0:54 | 同時ネット |
| 高知県         | 高知放送（RKC）           | 日本テレビ系列                               | 火曜（月曜深夜）0:29 - 0:54 | 同時ネット |
| 福岡県         | 福岡放送（FBS）           | 日本テレビ系列                               | 火曜（月曜深夜）0:29 - 0:54 | 同時ネット |
| 長崎県         | 長崎国際テレビ（NIB）     | 日本テレビ系列                               | 火曜（月曜深夜）0:29 - 0:54 | 同時ネット |
| 熊本県         | くまもと県民テレビ（KKT） | 日本テレビ系列                               | 火曜（月曜深夜）0:29 - 0:54 | 同時ネット |
| 大分県         | テレビ大分（TOS）         | 日本テレビ系列 フジテレビ系列                | 火曜（月曜深夜）0:29 - 0:54 | 同時ネット |
| 宮崎県         | テレビ宮崎（UMK）         | フジテレビ系列 日本テレビ系列 テレビ朝日系列 | 火曜（月曜深夜）0:29 - 0:54 | 同時ネット |
| 鹿児島県       | 鹿児島読売テレビ（KYT）   | 日本テレビ系列                               | 火曜（月曜深夜）0:29 - 0:54 | 同時ネット |

## スタッフ
●=THEパニックコントから
■=THEパニックGPから
※=レギュラー版から加入
- ナレーター：服部潤（第1回と●と※）
- 構成：松井洋介、長谷川優
- TM：保刈寛之（■-）
- SW：岡田勇輝（●までと※、2025年5月まではCAM）
- CAM：末吉陸（※）
- MIX：宮内貞（■-）
- VE：山口考志（※）
- LD(第2回-)：高見澤楓（■-）、市川朋樹（第2回と※）、栗山真純（※）【週替り】
- 美術P：高塚敏史（※、2025年6月2日-）
- デザイン：熊崎真知子
- 編集：阿部大樹（※、2025年6月2日-）
- MA：眞坂聡美
- CG：山口大樹（キャニットG）
- 音効：岡田淳一、龍尾希実（龍尾→※、2025年6月2日-）
- TK：木下渚
- 技術協力：NiTRo、ヌーベルバーグ、スタジオヴェルト
- 美術協力(第2回-)：日テレアート（第2回-）
- デスク：安永美和（※）
- 制作スタッフ：加藤翔汰朗、荒井友梨、原口圭、夏海航（共に※）
- ディレクター：三浦洋平・原口拓実・森脇翼・多胡雄之介（共にIVSテレビ制作、三浦・原口・森脇→※）
- 演出：千頭浩隆（IVSテレビ制作）
- プロデューサー：柏原萌人（※、2025年4月7日-）、渡邉正人（IVSテレビ制作）、田中裕樹（吉本興業、■-）/榎本早希・竹内詩織・須々田朋美（共にIVSテレビ制作、■-、竹内→※、2025年6月2日-、●はAP）
- チーフプロデューサー：石村修司（※、2025年6月2日-）
- 制作協力：IVSテレビ制作、吉本興業（吉本→■-）
- 製作著作：日本テレビ

### 過去のスタッフ
- ナレーター：山寺宏一（第2回）、じんぼぼんじ（■）
- TM：望月達史（●まで）
- SW：村松明（※、2025年5月まで）
- CAM：西阪康史（■）
- MIX：中野裕介（第1,2回）、小原正広（●）
- VE：鬼頭知佐（●まで）、飯島友美（■）
- LD(第2回-)：井口弘一郎（●）
- POVCAM(第2回)：宮崎要裕（第2回）
- 美術P：山本澄子（■-※、2025年5月26日まで、●まで美術プロデューサーと表示）
- デザイン：佐藤裕乃（第1,2回）、佐藤香穂里（●、■）、山根茉子（■）
- 編集：都築嵩史（※、2025年5月26日まで）
- デスク：阿部絵里子（■まで）
- 制作スタッフ：前川祐輝（第1,2回）、久保田麗華（第2回）、吉田安（●）、高見聡輝、首藤颯（共に■、首藤→IVSテレビ制作）、石倉伸（※）、竹内雄貴（●と※）
- ディレクター：桂田心（IVSテレビ制作、第1,2回）、長倉智恵（IVSテレビ制作、●）、栗原悠太郎・中山晃（共にIVSテレビ制作、■）、中村優介（IVSテレビ制作、●までは演出）、沖本真菜（IVSテレビ制作、※）
- プロデューサー：藤田由美（IVSテレビ制作、第1,2回）、宮崎慶洋（2025年6月まで）、池山愛奈（※、2024年6月3日-2025年3月31日）
- チーフプロデューサー：川邊昭宏（第1,2回）、松本京子（●）、倉田忠明（※、2024年4月1日-5月27日）、島田総一郎（※、2024年6月3日-2025年5月26日）